# 伊加拉苏
伊加拉苏是巴西伯南布哥州的一个市镇。总面积302.9平方公里，总人口93584人，人口密度309人/平方公里。